# 자연발화

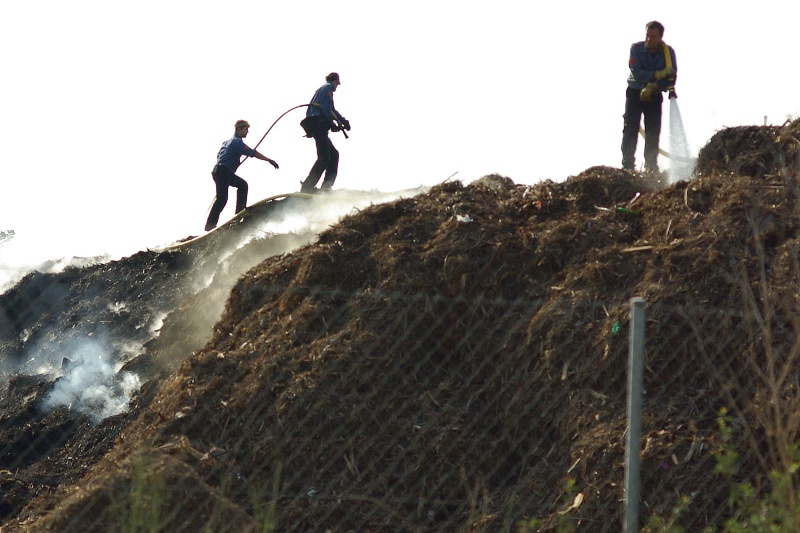

자연발화(spontaneous combustion, spontaneous ignition)는 스스로 열을 냄으로써(발열 내부 반응에 의한 온도 증가) 발생하는 연소의 일종으로, 열폭주에 이어 자동 발화된다.

## 역사
자연발화는 철학자 창화에 의해 기원후 290년 이전 어느 시점에 작성된 서적(사물탐구록)에서 고대 중국에서 처음 인지되고 기술된 것으로 간주된다.

## 원인
자연발화는 상대적으로 낮은 온도의 물질(지푸라기 등)이 열을 발산하기 시작할 때 발생할 수 있다. 습기나 공기에 의한 산화, 열을 내는 세균 발효 등 여러 방법으로 발생할 수 있다. 이 열은 빠져나가지 못하여 물질의 온도가 상승하게 된다.

## 참고 자료
- Babrauskas, Vytenis (2003). 《Ignition Handbook》. Boston: Society of Fire Protection Engineers. ISBN 978-0-9728111-3-2.